# Bitva u Boyne
Bitva u Boyne byla bitva konaná dne 1. července 1690 poblíž irského města Drogheda u řeky Boyne, jejímž výsledkem bylo vítězství Viléma III. Oranžského. Boje probíhaly mezi Jakubem II. Stuartem, sesazeným králem Anglie a Skotska a katolíkem, a Vilémem III. Oranžským, protestantem. Ten společně se svou ženou, anglickou princeznou Marií II. Stuartovnou, dcerou jeho bratrance Jakuba II. vládl od roku 1689. Nesl titul krále Anglie a Irska jako Vilém III. a král Skotska jako Vilém II. Vládu získal po Slavné revoluci, ve které dosáhl vyhnání svého předchůdce katolického krále Jakuba II. Stuarta, otce jeho manželky, do exilu po vítězství v bitvě u řeky Boyne. Porážka přívrženců katolíka Jakuba II. znamenala nejen definitivní potvrzení královského titulu pro Viléma, ale vítězství protestantů nad katolíky, tedy pokračování nadvlády protestantů v Irsku. Dodnes protestanti nosí standardy v oranžové barvě. Symbolický význam této bitvy z ní činí jednu z nejznámějších bitev v historii Britských ostrovů a je klíčovou součástí Oranžského řádu, působícího hlavně v Severním Irsku.

## Pozadí
Bitva byla rozhodujícím střetnutím ve válce vyvolané pokusem Jakuba II. Stuarta znovu získat vládu v Anglii a Skotsku. Iniciující událostí v tomto boji mezi protestanty a katolíky o moc v Anglii bylo pozvání anglické protestantské opozice adresované nizozemskému místodržiteli Vilému Oranžskému a jeho manželce Marii II. Stuartovně, aby Vilém vtrhl do Anglie, porazil Jakuba a převzal vládu.
V srpnu 1689 poslal Vilém vévodu Fredericka Schomberga, aby se ujal irské kampaně během tzv. Slavné revoluce. Pod jeho vedením však vítězství nedosáhla kterákoliv strana, částečně proto, že anglické jednotky byly těžce postiženy horečnatým onemocněním. Schomberg proto nechtěl riskovat střetnutí. Vilém, nespokojený se situací v Irsku, se proto rozhodl převzít velení osobně. V irském kontextu byla válka nejen sektářským a etnickým konfliktem, ale v mnoha ohledech také pokusem o zvrácení výsledku irských konfederálních válek před 50 lety. Pro jakobity se válka stala bojem za irskou suverenitu, náboženskou toleranci a za vlastnictví půdy. Katolické vyšší třídy ztratily téměř všechna své území po nástupu Olivera Cromwella, stejně jako právo vykonávat veřejnou funkci, praktikovat své náboženství a zasedat v irském parlamentu. Katolíci viděli katolického krále Jakuba II. Stuarta jako prostředek k odstranění těchto nesnází a zajištění autonomie Irska. Za těchto okolností pod vedením Richarda Talbota, hraběte z Tyrconnelu, postavili armádu, aby obnovili vládu Jakuba II. Do roku 1690 řídili celé Irsko kromě provincie Ulster. Většina jednotek Jakuba II. u Boyne byly irští katolíci; nicméně bojů na straně Jakuba II. se zúčastnili také skotští a irští presbyteriáni. Většina Irů byli jakobité, podporovali Jakuba II. pro jeho dokument z roku 1688: Deklarace o náboženské shovívavosti, který poskytovala náboženskou svobodu všem vyznáním v Anglii a Skotsku a také kvůli jeho slibu daným Irům o eventuálním právu na sebeurčení jejich země.
Naopak, pro Vilémovy sympatizanty se válka týkala zachování protestantské a anglické vlády v Irsku. Báli se o svůj život a majetek v případě, že by Jakub a jeho přívrženci tj. katolíci ovládli Irsko. Nevěřili slibu tolerance a měli zato, že Deklarace je pouze vějička, aby v zemi byl obnoven katolicismus jako jediné státní náboženství. Obzvláště se obávali opakování irského povstání z roku 1641, které bylo poznamenáno rozsáhlým zabíjením. Z těchto důvodů protestanti bojovali ze všech sil za Viléma. Mnoho Vilémových vojáků v bitvě u Boyne, včetně jejich velmi efektivní nepravidelné jízdy, byli Ulsterští protestanti, kteří se nazývali Enniskilliners a současníci je označovali jako Skotsko-irští. Tito Enniskilliners byli většinou potomci anglo-skotských hraničních reivers a velké množství těchto bojovníků se usadilo kolem Enniskillen v kraji Fermanagh, odtud název "Enniskilliners". Historik Derek Brown poznamenává, že je ironií, pokud bitva byla součástí bojů Velké aliance, papež Alexandr VIII. byl spojencem protestanta Viléma III. a nepřítelem katolíka Jakuba II. Papežské státy byly součástí Velké aliance se sdíleným nepřátelstvím vůči katolíkovi francouzskému králi Ludvíkovi XIV., který se v té době pokoušel o dominantní postavení Francie v Evropě a který byl Jakubovým spojencem.

## Velitelé

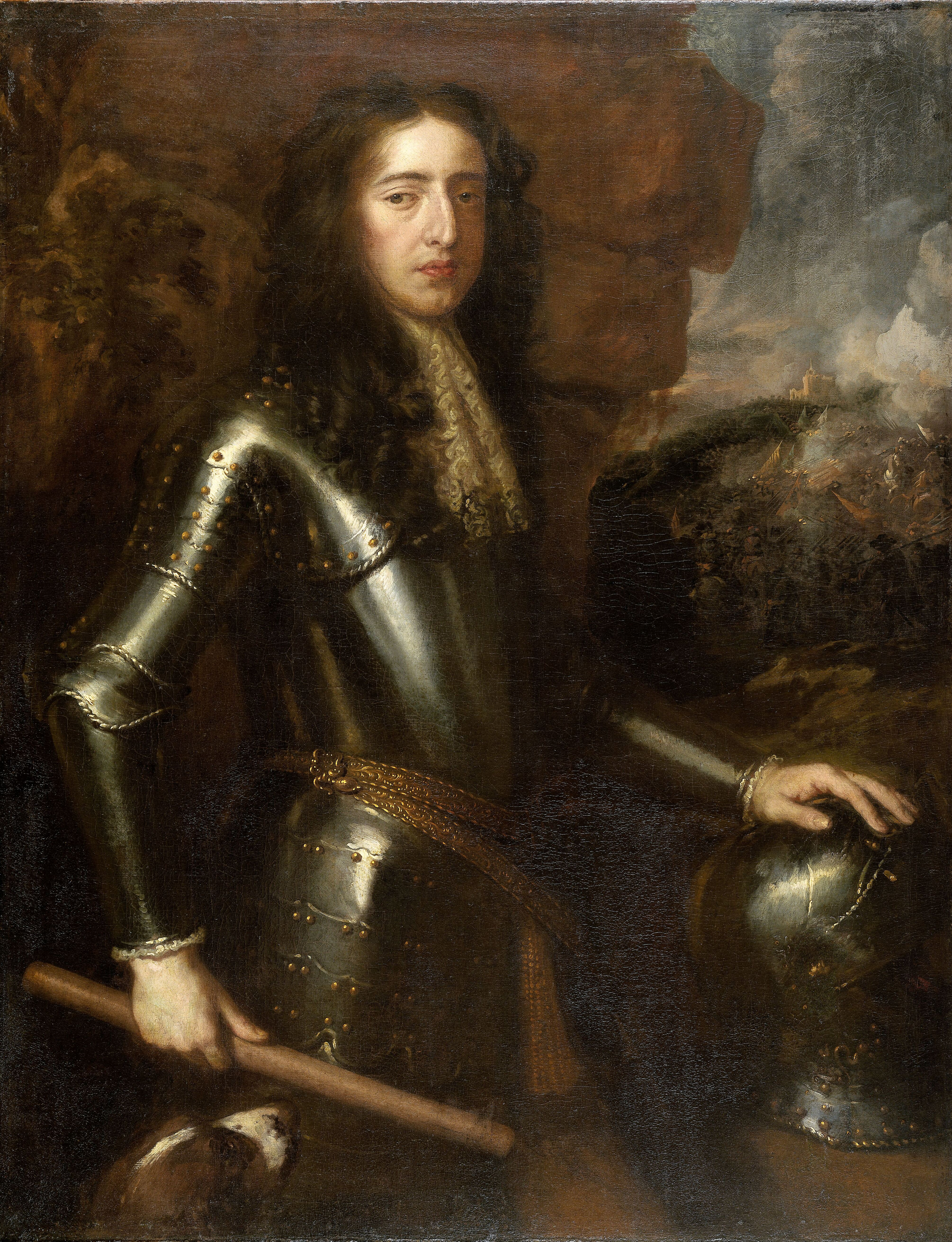
Vilém III. Oranžský, král Anglie, Skotska, Irska a místodržitel Nizozemska

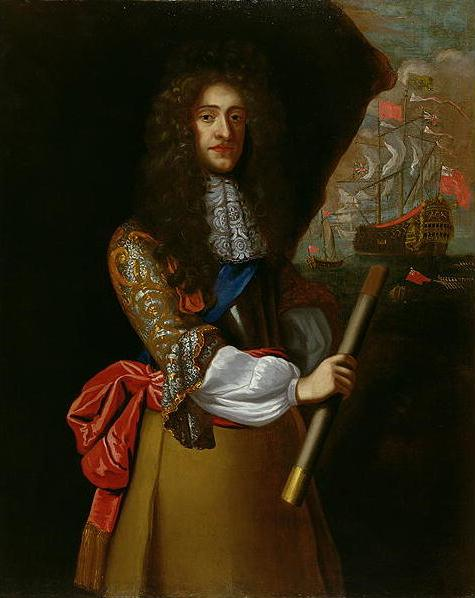
Jakub II. Stuart, král Anglie, Skotska a Irska

Nepřátelské armády v bitvě vedl římský katolík Jakub II. král Anglie, Skotska a Irska a proti němu, jako svému synovci a zeti protestantský král Vilém III. Oranžský, který zbavil Jakuba vlády v předchozím roce. Jakubovi podporovatelé byli většinou z Irska a irského parlamentu. Jakub byl také podporován svým bratrancem Ludvíkem XIV, který nechtěl na trůnu Anglie vidět nepřátelského panovníka. Ludvík poslal 6.000 francouzských vojáků do Irska, aby podpořili irské jakobity. Vilém, který byl současně nizozemským místodržícím, byl schopen povolat holandské a spojenecké vojáky z Evropy, stejně jako z Anglie a Skotska. Jakub byl zkušený důstojník, který dokázal svou statečnost v bojích za svého bratra - krále Karla II. v Evropě, zejména v bitvě u Dunkerku v roce 1658. Nicméně někteří současní historici poznamenali, že Jakub byl náchylný k panice, když byl pod tlakem a dělal ukvapená rozhodnutí, pravděpodobně kvůli nástupu demence, která by ho v pozdějších letech čekala.
Vilém, byť zkušený velitel, ještě nevyhrál žádnou významnou bitvu. Mnoho jeho bitev skončilo patem, což přivedlo některé moderní historiky k tvrzení, že Vilém neměl schopnosti velet armádě v náročném konfliktu. Vilémův úspěch proti Francouzům byl spíše založen na taktických manévrech a na dobré diplomacii než na síle. Jeho diplomacie shromáždila Ligu Augsburgu, multiinstitucionální koalici vytvořenou tak, aby odolala francouzské agresi v Evropě. Z hlediska Viléma bylo jeho získání moci v Anglii a následná kampaň v Irsku jen dalším krokem ve válce proti Francii obecně a proti Ludvíkovi XIV. zvláště. Podřízenými veliteli Jakuba II. byli hrabě Richard Talbot z Tyrconnell, který byl poslancem Irska, lordem a nejsilnějším stoupencem Jakuba v Irsku; a francouzský generál vévoda Antoine Nompar de Caumont z Lauzun. Vilémův velitel byl vévoda z Schombergu. Narodil se v německém Heidelbergu. Friedrich von Schomberg byl dříve francouzským maršálem, ale jako hugenot byl nucen opustit Francii v roce 1685 kvůli zrušení Nantského ediktu.

## Armády
Vilémova armáda u Boyne byla složena z asi 36 000 vojáků z mnoha zemí. Přibližně 20 000 vojáků bylo v Irsku od roku 1689 podřízeno Schombergovi. Vilém dorazil s dalšími vojáky, byli to profesionální vojáci vybavení nejmodernějšími mušketami. Dále dánsko-norský sbor 7 102 pěších a 1 719 jezdců poskytnutý Kristiánem V., z nichž ale někteří podlehli již během bouře v Severním moři, a kontingent 4 200 francouzských vojáků, hugenotů bojujících na straně Viléma. Vilém neměl dobré mínění o svých anglických a skotských vojácích, s výjimkou skirmisherů z protestantského Ulsteru, kteří se v minulém roce vyznamenali při tři a půl měsíce dlouhém obléhání irského města Derry. Angličtí a skotští vojáci se necítili příliš dobře, protože Jakub II. byl jejich legitimním monarchou ještě před rokem. Navíc byli teprve nedávno naverbovaní a zúčastnili se jen nemnoha bojových akcí.
Jakubova armáda měla sílu 23 500 mužů. Byla složena z několika regimentů francouzských vojsk, ale většina jeho bojovníků byly irští katolíci. Jakobínská irská kavalerie byla složena z irské šlechty, která se v průběhu bitvy ukázala jako velmi kvalitní vojáci. Irská pěchota, převážně rolníci, kteří byli povoláni do služby, však byli pouze nezkušenými vojáky. Byli rychle vyškoleni, špatně vybaveni a jen malá část z nich měla funkční muškety. Ve skutečnosti, někteří z nich nesli jen farmářské náčiní, například kosy na sekání trávy. Navíc jakobitská pěchota, která měla zbraně, byla vybavena zastaralým mušketami.

## Bitva

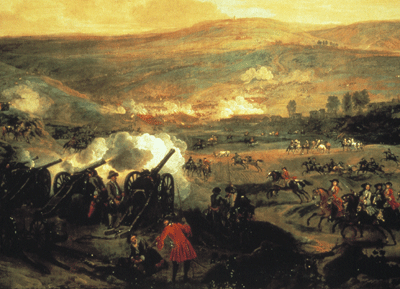
Bitva u řeky Boyne, část Vilémovy armády, Jan Wyck, 1693

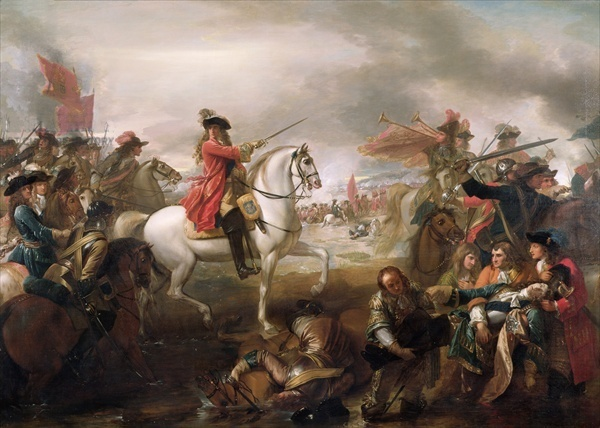
Vilém III. a umírající Friedrich von Schomberg, Bitva u řeky Boyne, Benjamin West, 1781

Vilém přistál v Carrickfergus v Ulsteru dne 14. června 1690 a pochodoval na jih, kde hodlal dobýt Dublin. Jakub se rozhodl postavit svou obrannou linii na řece Boyne, asi 48 kilometrů od Dublinu. Vilémova armáda se dostala k Boyne 29. června. Den před bitvou byl Vilém raněn do ramene Jakubovým dělostřelectvem při průzkumu brodů, kterými jeho vojáci přecházeli přes řeku Boyne. Samotná bitva se uskutečnila 1. července, u brodu na Boyne poblíž Droghedy, asi 2,5 km severozápadně od vesničky Oldbridge a asi 1,5 kilometru severozápadně od moderního Boyne River Bridge. Vilém poslal asi čtvrtinu svých mužů, aby projeli řekou u Roughgrange, asi 4 km západně od Donoru a asi 9,7 km jihozápadně od Oldbridge. Syn vévody z Schomberga, Meinhardt, tomuto přechodu velel. Neúspěšně mu v přechodu bránili irští Dragoons v pod velením Neil O'Neill. Jakub, nepříliš zkušený generál, předpokládal, že velitel Neil O'Neill je v úzkých a poslal mu na pomoc polovinu svého vojska společně s dělostřelectvem. To, co si ani jedna ze stran neuvědomovala, bylo, že v Roughgrange byla hluboká, bažinatá rokle. Kvůli této rokli se bojující armády nemohly přímo střetnout. Vilémova armáda se vydala na dlouhý pochod, zjistit možnost obchvatu Jakubovy armády. U brodu poblíž Oldbridge Vilémova pěchota, vedená elitními holandskými modrými gardisty, překročila řeku a využívajíc své nadstandardní palebné síly pomalu zatlačovala Jakubovy pěšáky. Situace se změnila, když zaútočila jakobitská kavalérie. Po zajištění vesničky Oldbridge se část Vilémovy pěchoty pokoušela zadržovat postupné jezdecké útoky ale byla rozptýlena a zatlačena do řeky, s výjimkou modrých gardistů. V této fázi bitvy byli zabiti Vilémovy velitelé vévoda Schomberg a George Walker, guvernér Londonderry. Vilémova armáda nebyla schopná pokračovat v postupu, dokud se jeho jezdcům nepodařilo překročit řeku a zadržet Jakubovu kavalerii a znovu se seskupit u Donoru. Jakubova armáda ustoupila v poměrně dobrém stavu. Vilém měl šanci ustupující armádu dohonit když u Duleeka přecházela řeku Nanny, ale jeho jednotky byly zadrženy úspěšným zásahem. Oběti bitvy byly poměrně nízké pro takovou bitvu - z 50 000 účastníků bylo asi 2 000 zemřelých. Tři čtvrtiny mrtvých byly vojáci Jakuba. Vilémova armáda měla mnohem více zraněných než mrtvých. V té době se většina vojáků snažila, aby nepřítel byl zabit. To se u Boyne nedělo, protože Jakubova kavalérie pomohla ustoupit zbývající části své armády a navíc Vilém nebyl ochotný ohrozit osobu Jakuba, protože ten byl otcem jeho ženy. Jakubova armáda byla demoralizována rozkazem k ústupu, což byl jeden z důvodů ztracené bitvy. Mnoho irských pěšáků Jakuba opustilo. Vilémova armáda triumfálně vstoupila do Dublinu dva dny po bitvě. Jakubova armáda vyklidila město a vydala se do Limericku za řekou Shannon, kde byli neúspěšně obléháni.
Brzy po bitvě vydal Vilém Declaration of Finglas, deklaraci nabízející úplné odpuštění obyčejným vojáků, ale ne jejich vůdcům. Po své porážce Jakub nezůstal v Dublinu, ale s malou eskortou odjel k Duncannonu a vrátil se do exilu ve Francii. Do Anglie se již nikdy nevrátil. A to přesto že jeho armáda opustila bojiště relativně v pořádku. Jakubova ztráta nervů a rychlý odchod z bitevního pole rozzuřily jeho irské příznivce, kteří bojovali až do doby, kdy byla uzavřena smlouva v Limericku v roce 1691. Jakub dostal ironickou přezdívku Seamus a chaca (James shit) v irštině.

## Následky

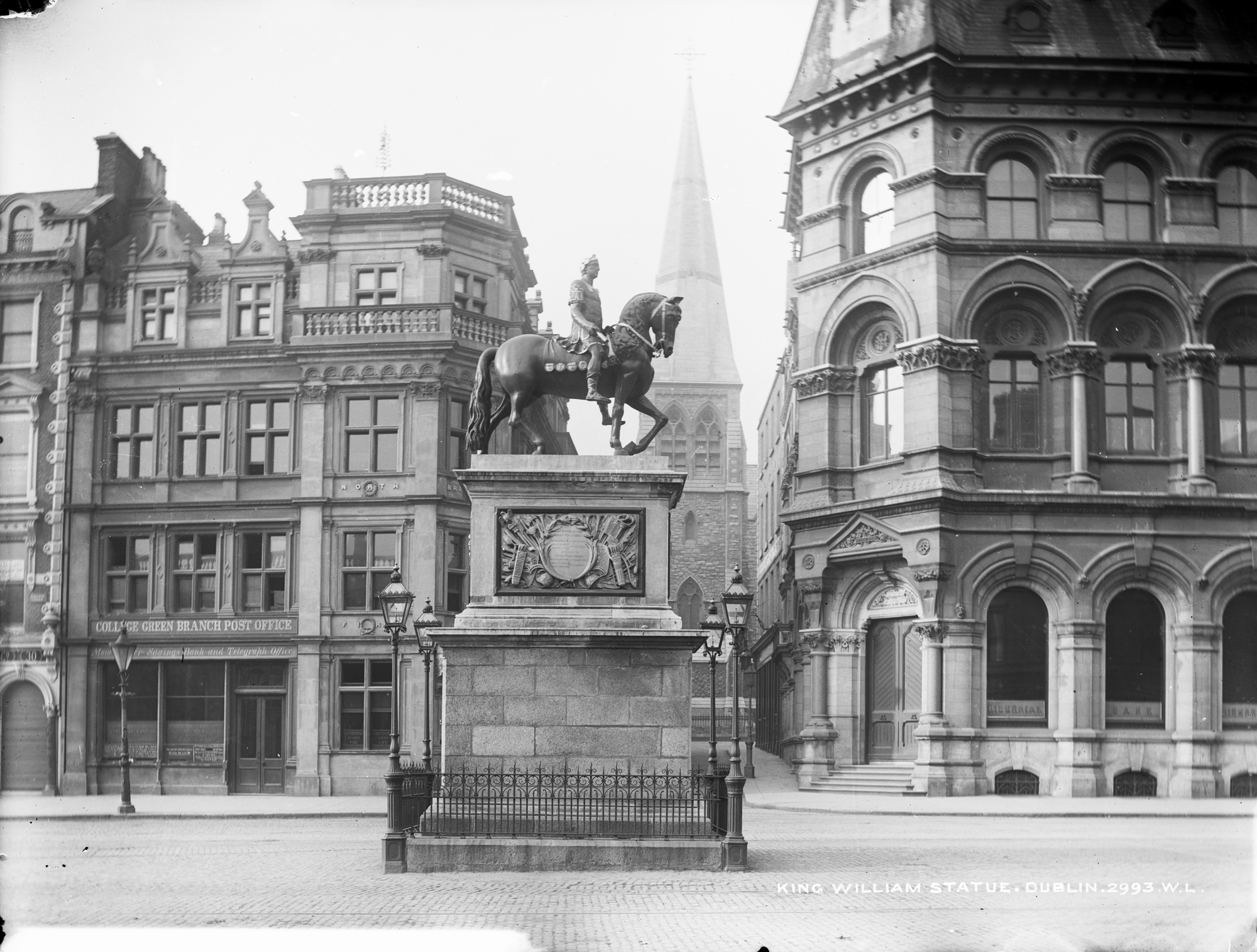
Socha Viléma III. Oranžského v Dublinu

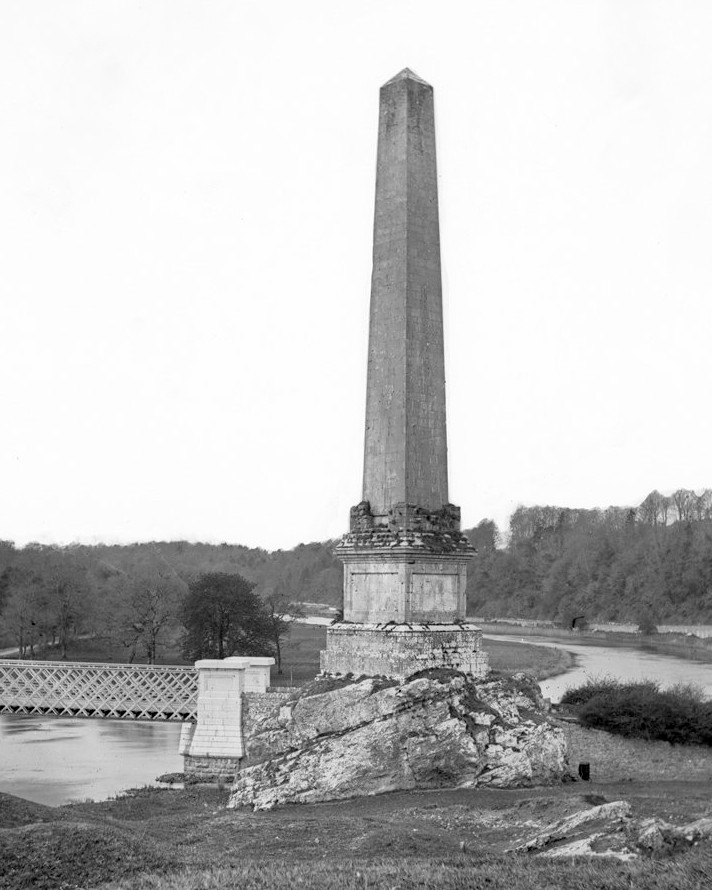
Památný obelisk postavený v roce 1736 a zničen v roce 1883

Socha Viléma III. Oranžského na College Green v Dublinu, postavená v roce 1701, byla zničena v roce 1929. Bitva byla zastíněna porážkou anglo-nizozemské flotily Francií o dva dny dříve v bitvě Beachy Head. V krátkodobém horizontu to byla mnohem závažnější událost. Za důležité vítězství byla bitva u Boyne považována jen na kontinentu. Její význam spočíval ve skutečnosti, že se jednalo o první řádné vítězství pro Augšpurskou (Augsburskou) ligu a vůbec první spojenectví mezi Vatikánem a protestantskými zeměmi. Vítězství motivovalo více národů, aby vstoupily do aliance a ve skutečnosti ukončilo obavy z francouzského dobytí Evropy. Bitva měla také strategický význam pro Anglii a Irsko. Znamenala začátek konce Jakubových nadějí na získání trůnu vojenskými prostředky a pravděpodobně zajistila triumf Slavné revoluce. Ve Skotsku zprávy o této porážce dočasně umlčely Highlandery, podporující Jakuba a které vedl John Graham z Claverhouse, 1. vikomt Dundee, známý jako Bonnie Dundee. Bitva také ujistila Jakubovy přívržence, že mohli Vilémově armádě úspěšně odolat. Vilémovo vítězství je stále oslavováno protestanty každého 12. července. Ironií je, že kvůli výše zmíněné politické situaci také papež přivítal vítězství protestanta Viléma u Boyne a nařídil na oslavu vítězství protestantů zvonit na vatikánské zvony. Občanská válka v Irsku skončila smlouvou uzavřenou v Limericku roku 1691. To umožnilo Jakubovi v klidu odejít do Francie a většině irských vlastníků půdy dovolila smlouva udržet si půdu za předpokladu, že složí přísahu věrnosti Vilémovi. Jen málokdo tak učinil do dvou let a poté byla koncese stažena.

## Připomínka
Datum 12. července bylo původně připomínkou bitvy u Aughrimu, symbolizující vítězství irských protestantů ve válce s Vilémem v Irsku. V bitvě u Aughrimu, která se konala rok po bitvě u Boyne, 12. července 1691, byla zničena Jakubova armáda a bitva také rozhodla o Vilémově konečném vítězství. Bitva u Boyne, která se podle starého Juliánského kalendáře konala 1. července byla považována za méně důležitou, dokonce až třetí v pořadí po bitvě u Aughrimu a po výročí irského povstání ze dne 23. října 1641.

## Dvanáctéhodnes ve Velké Británii a Irsku
Bitva o Boyne zůstává dodnes v Severním Irsku kontroverzním tématem. Někteří protestanti si toto datum připomínají jako velké vítězství nad katolíky, které vedlo k svrchovanosti parlamentu a protestantské vlády. V posledních desetiletích byly tyto oslavné pochody poznamenány častými konfrontacemi, jelikož členové oranžového řádu se pokoušejí oslavit datum pochodem oblastmi, které považují tradičně za své. Některé z těchto oblastí však nyní mají nacionalistickou většinu, která má námitky proti pochodům, které procházejí oblastmi, které oni považují za své. Každá strana tak vyvolává spory, pokud jde o údajné pokusy ostatních o jejich potlačování. Nacionalisté stále vidí pochody Orange Order jako provokativní pokusy ukázat, kdo je šéf, zatímco unionisté trvají na tom, že mají právo chodit po královnině dálnici. Od začátku problému se oslavy boje považovaly za klíčové ve vědomí těch, kteří se podíleli na unionistickém / nacionalistickém napětí v Severním Irsku.

## Bitevní pole dnes

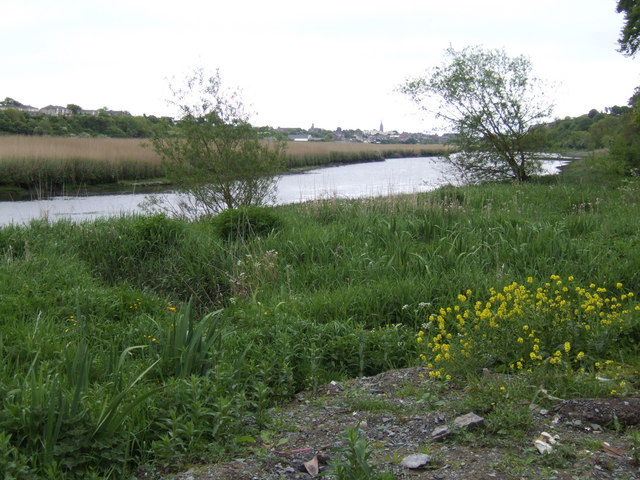
Řeka Boyne dnes

Místo bitvy o Boyne se rozkládá na rozsáhlém území západně od města Drogheda. V plánu rozvoje hrabství pro rok 2000 krajská rada pro Meath rozhodla pozemek na východním okraji Oldbridge, u místa hlavního přechodu Vilémovy armády převést na stavební pozemek. Následující schválení žádosti o výstavbu více než 700 domů byla udělena městskou radou Meath. Někteří místní místní historici podali odvolání k orgánu An Bord Pleanala (Plánovací rada) - což je nezávislý, statutární, mimosoudní orgán, který rozhoduje o podaných odvolání rozhodnutí o územním plánování v Irsku. V březnu 2008 schválila společnost An Bord Pleanala po mimořádně dlouhém odvolacím řízení povolení pokračovat v tomto plánu. Vzhledem k současné[kdy?] hospodářské situaci v Irsku však ještě žádné práce nezapočaly. Turistické informační centrum se nachází asi 1 míli (1,6 km) na západ od hlavního brodu. Další hlavní bojové oblasti bitvy u Duleeku, Donoru a Plattina, podél linie Jacobitů, jsou označeny turistickými informačními znaky.